# أرتور مورايس
أرتور غويلهيرمي مورايس غوسماو (بالبرتغالية:Artur Guilherme Moraes Gusmão) الشهير باسم أرتور (مواليد 25 يناير 1981 في ليمي - البرازيل) لاعب كرة قدم برازيلي يلعب حاليا لصالح نادي الدرجة الأولى روما الإيطالي منذ 2008 في مركز حارس مرمى .

## روابط خارجية
- أرتور مورايس على موقع الاتحاد الأوربي (الإنجليزية)
- أرتور مورايس على موقع اتحاد تركيا (لاعب) (الإنجليزية)
- أرتور مورايس على موقع قاعدة بيانات كرة القدم.إي يو (الإنجليزية)
- أرتور مورايس على موقع Soccerway.com (الإنجليزية)
- أرتور مورايس على موقع عالم كرة القدم.نت (الإنجليزية)
- أرتور مورايس على موقع كووورة